# Зірочник середній
Зірочник середній (мокрець, мокравник, мокринець, мокриця, перерванець, черевець, Stellaria media (L.) Vill.) — рослина з родини гвоздичні (Caryophyllaceae).

## Етимологія
Наукова назва роду походить від латинського слова stella, що в перекладі означає «зірка» (білі квітки рослини схожі на маленькі зірочки). Видова назва media в перекладі означає «середня». Українська назва рослини є калькою з латинської. На стеблах рослини з одного боку є волоски, по яких стікає дощова вода і роса в ґрунт.
Очевидно, це дає можливість зірочнику рости в сухих місцях. Звідси і друга назва рослини — мокрець.

## Морфологія
Однорічна або дворічна дрібно-запушена рослина з лежачими або висхідними, дуже розгалуженими стеблами висотою 5—30 см; нерідко утворює нещільні дернини. Листки супротивні, яйцеподібні, довжиною 1—2 см, голі або війчасті (біля основи). Квітки в півзонтиках; чашолистки довжиною 4— 4,5 мм, пелюстки глибокодворозсічені, коротші за чашолистки, іноді їх немає. Чашолистків і пелюсток по 5, тичинок 3—5, буває 10, маточка одна з трьома стовпчиками. Плід — коробочка. Цвіте з березня до жовтня. Дозріває у липні — жовтні.

## Екологія
Євразійсько-північноамериканський вид. Росте як бур'ян на городах, у садах, по берегах річок майже по всій Україні.
Розмножується насінням, а також частинками стебла. Одна рослина дає 15—25 тис. насінин, які проростають без періоду спокою. Насіння зберігає схожість багато років і проростає за досить низьких температур.
Мокриця — рослина-ефемер: вона живе лише три-чотири тижні. Але насіння мокриці, падаючи на землю, незабаром проростає, і з'являються нові рослинки. Крім того, гілочки мокриці, торкаючись землі, пускають корінці.
Мокриця, навіть розірвана на частини, продовжує жити. Кожен шматочок дає корінці і виростає в цілу рослину.
Після дощу мокриця стає «кришталевою». Стебла мокриці покриті волосками, які утримують воду. Вода блищить на сонці, і вся рослина здається зробленою зі скла. Мокриця вбирає воду не тільки корінням, а й волосками на стеблах — з повітря.

## Поширення

### Природний ареал
- Африка
  - Північна Африка: Алжир; Єгипет; Марокко; Туніс
- Азія
  - Західна Азія: Афганістан; Кіпр; Іран; Ірак; Ізраїль; Йорданія; Ліван; Сирія; Індія
  - Кавказ: Вірменія; Азербайджан; Грузія
  - Сибір: Росія — Східний Сибір, Західний Сибір
  - Середня Азія: Казахстан; Киргизстан; Таджикистан; Туркменістан; Узбекистан
  - Монголія
  - Китай
  - Східна Азія: Японія; Корея
  - Індійський субконтинент: Бутан; Індія; Непал; Пакистан
- Європа
  - Північна Європа: Данія; Фінляндія; Ісландія; Ірландія; Норвегія; Швеція; Велика Британія
  - Середня Європа: Австрія; Чехія; Німеччина; Угорщина; Польща; Словаччина; Швейцарія
  - Східна Європа: Білорусь; Естонія; Латвія; Литва; Молдова; Росія Федерація — європейська частина; Україна (вкл. Крим)
  - Південно-Східна Європа: Албанія; Боснія і Герцеговина; Болгарія; Хорватія; Греція (вкл. Крит); Італія (вкл. Сардинія, Сицилія); Північна Македонія; Чорногорія; Румунія; Сербія; Словенія
  - Південно-Західна Європа: Франція (вкл. Корсика); Португалія; Іспанія

### Натуралізація
- Африка
  - Макаронезія: Португалія — Азорські острови і Мадейра; Іспанія — Канарські острови
  - Північна Тропічна Африка: Еритрея; Ефіопія
  - Тропічна Східна Африка: Кенія; Танзанія
  - Західно-Центральна Тропічна Африка: Камерун; Екваторіальна Гвінея — Біоко
  - Тропічна Західна Африка: Гвінея
  - Південна Тропічна Африка: Ангола; Зімбабве
  - Південна Африка: Лесото; Південно-Африканська Республіка
  - Західна частина Індійського океану: Маврикій; Реюньйон
- Азія
  - Аравійський півострів: Кувейт; Оман; Саудівська Аравія; Ємен
  - Малезія: Індонезія; Папуа Нова Гвінея; Філіппіни
- Австралія
  - Австралія: Австралія
  - Нова Зеландія: Нова Зеландія
- Північна Америка
  - Субарктична Америка: Гренландія
- Канада
- Мексика
- Сполучені Штати Америки
- Південна Америка
  - Карибський басейн: Куба; Гваделупа; Еспаньйола; Ямайка; Мартиніка
  - Мезоамерика: Гватемала
  - Південна Америка: Венесуела; Бразилія; Болівія; Еквадор; Перу; Аргентина; Чилі; Уругвай

## Хімічний склад
У квітучій надземній частині міститься 114 мг% аскорбінової кислоти, до 24 мг% каротину; в золі рослини багато хлору та калієвої солі.

## Застосування

### У медицині
У народній медицині використовували при хворобах щитоподібної залози, серця, сипу, набряків, хворобах печінки, легенів, легеневому туберкульозі з кровохарканням, геморої, замутнені рогівки, носових кровотечах, виразках, радикуліті, ревматизмі.

### У харчуванні
З рослини можна готувати салати, вживати її як вітамінну приправу до їжі, варити з неї щі і робити пюре. В Ленінградській області Росії для салатів використовують всю надземну частину рослини. У свіжому вигляді має прісний смак і дещо неприємний запах. Зате смачні зимові салати з маринованого зірочника середнього.
Медонос.
Це своєрідна за своєю біологією рослина є цінною поживою для індиків, курчат та кімнатних птахів, через що іноді її називають «пташиним салатом». Мокриця сприяє збільшенню молока у корів. Можна також додавати її до корму свиней, гусей, курчат, домашніх співочих птахів.

## Цікаві факти
За квіточками рослини можна передбачати погоду: якщо до дев'ятої години ранку віночок квітки не підніметься й не розкриється, то вдень буде дощ. Цим «барометром» можна користуватися все літо, тому що мокриця цвіте з квітня до пізньої осені.

## Галерея

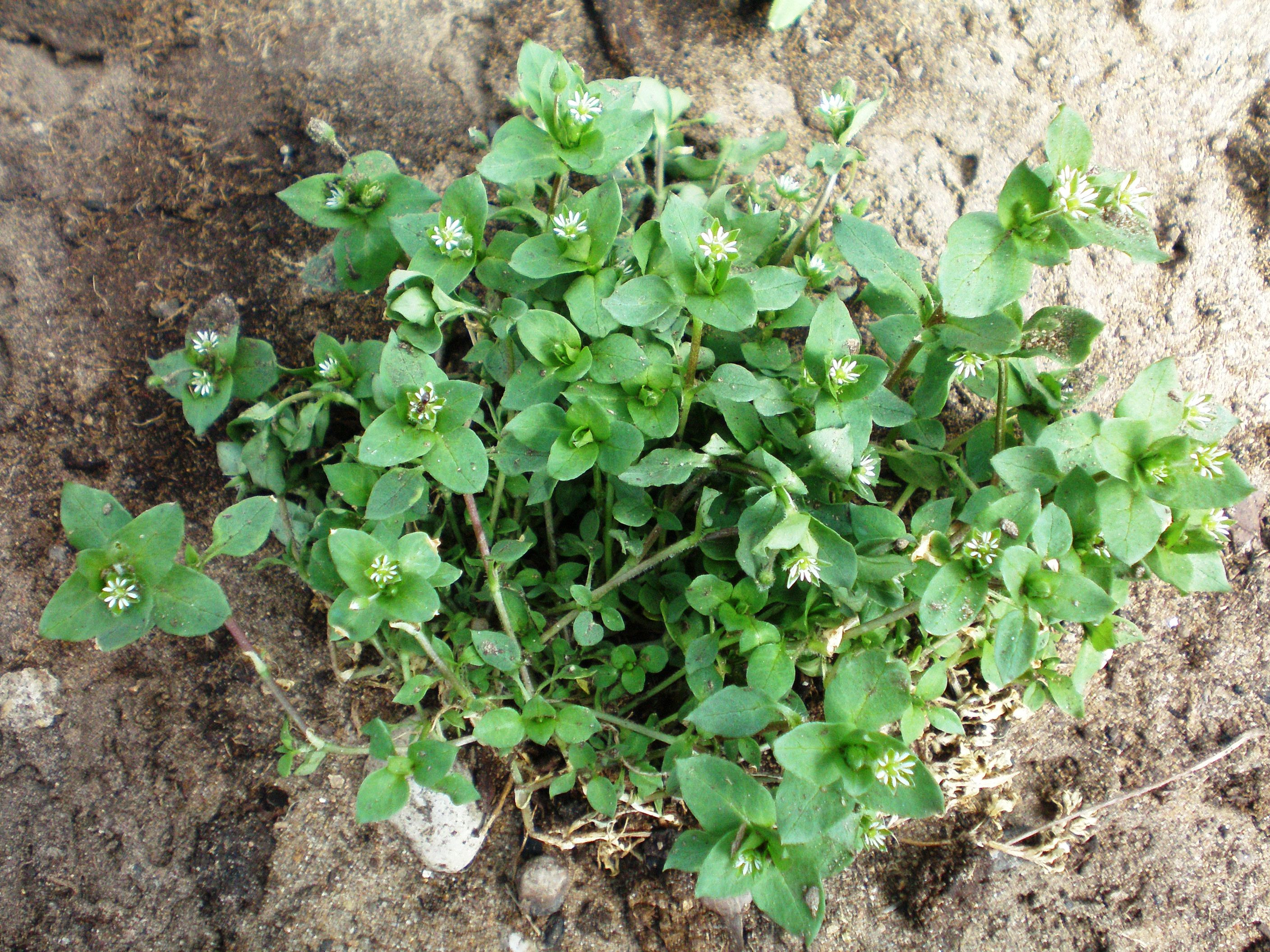
Stellaria media
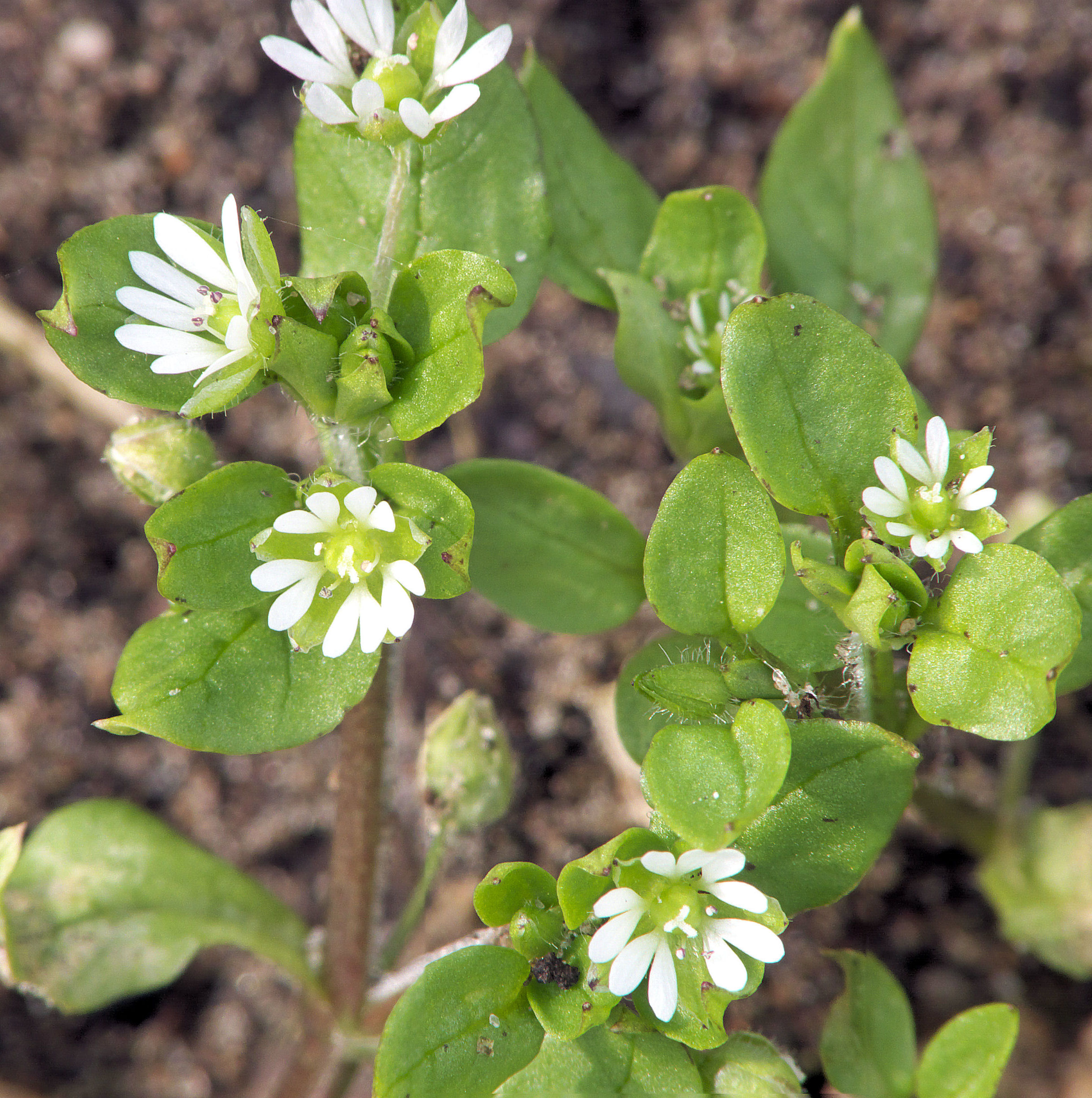
Квіти Stellaria media
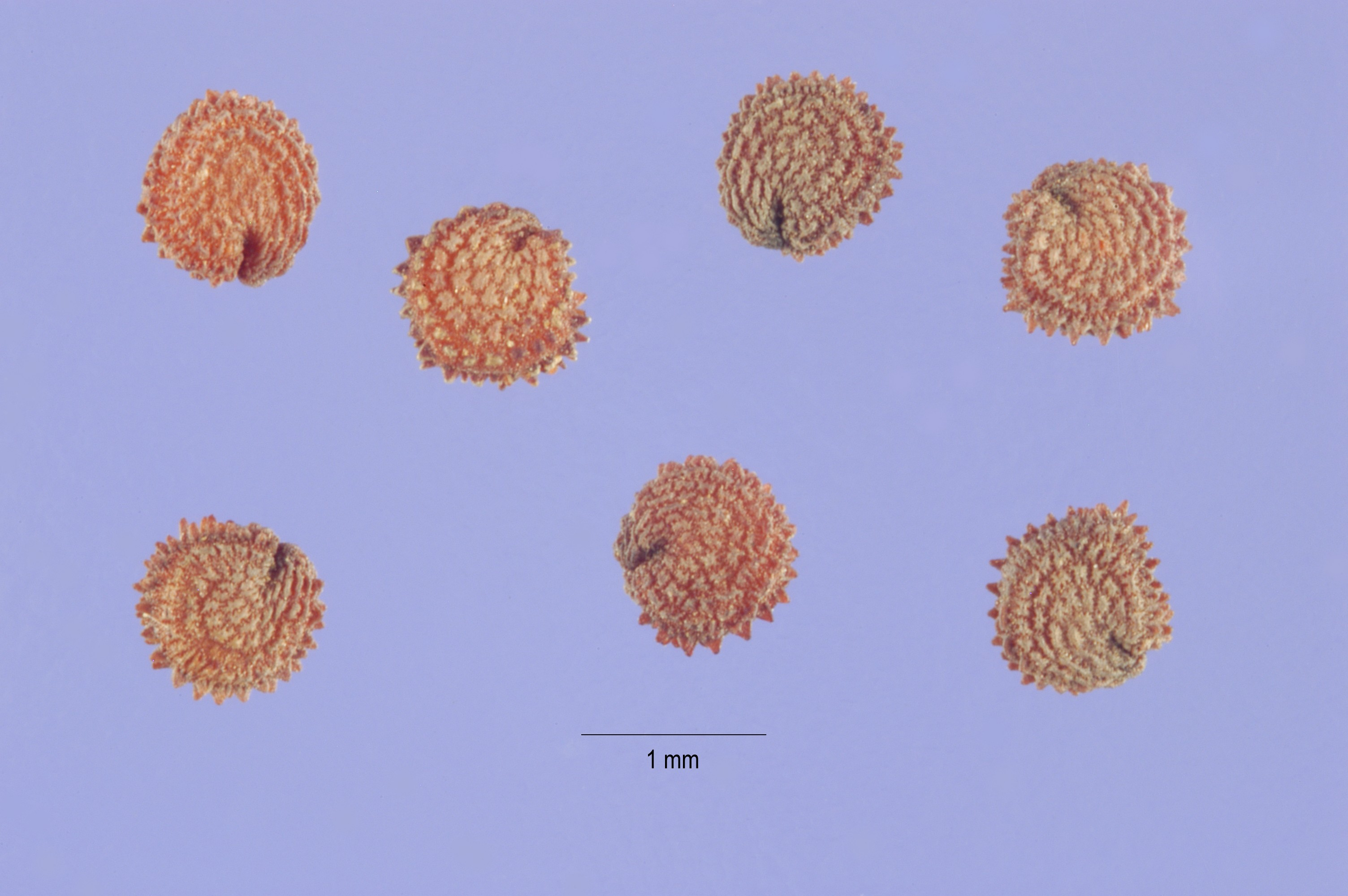
Насіння Stellaria media
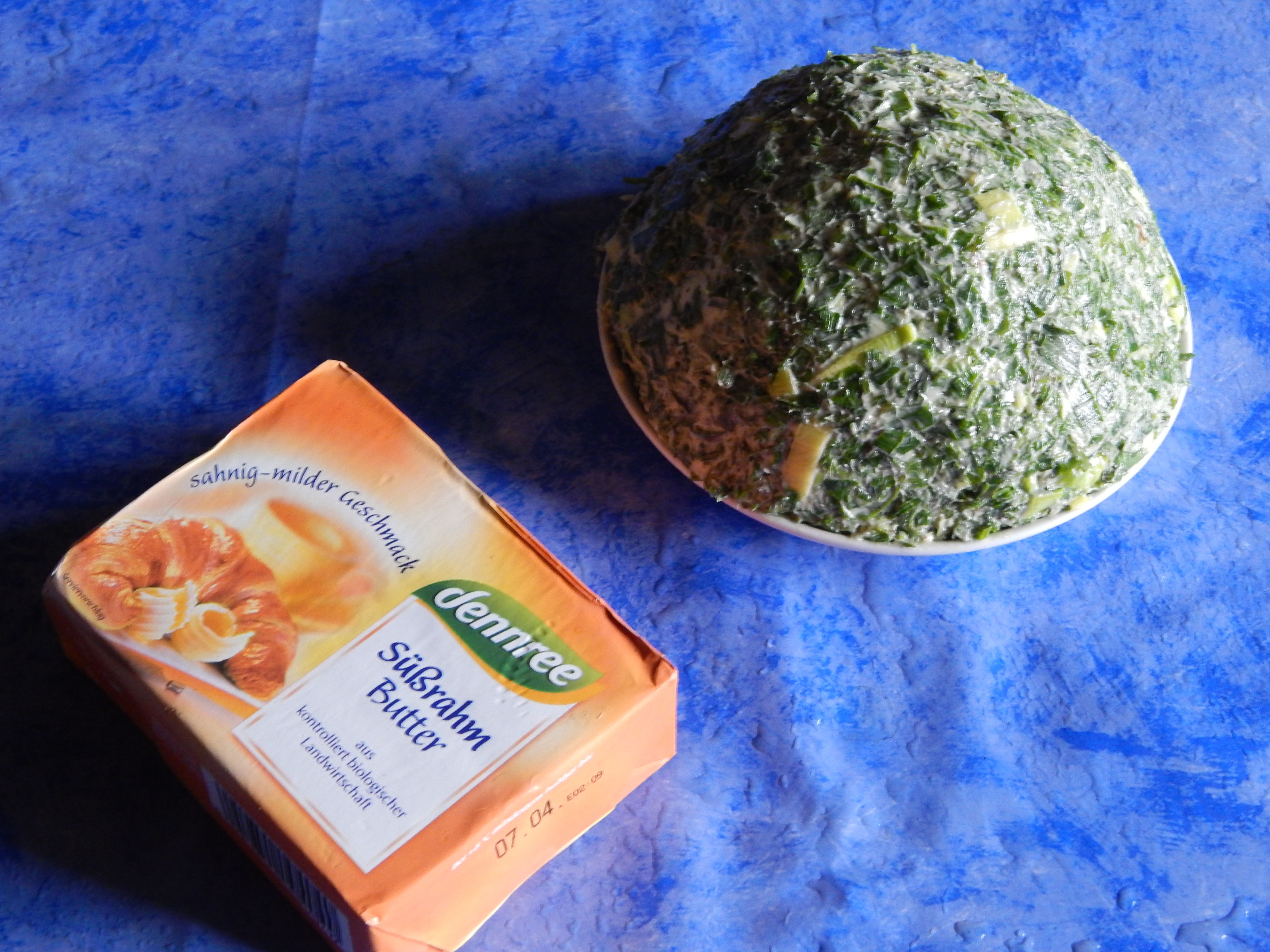
Масло з травами, серед яких є і зірочник середній
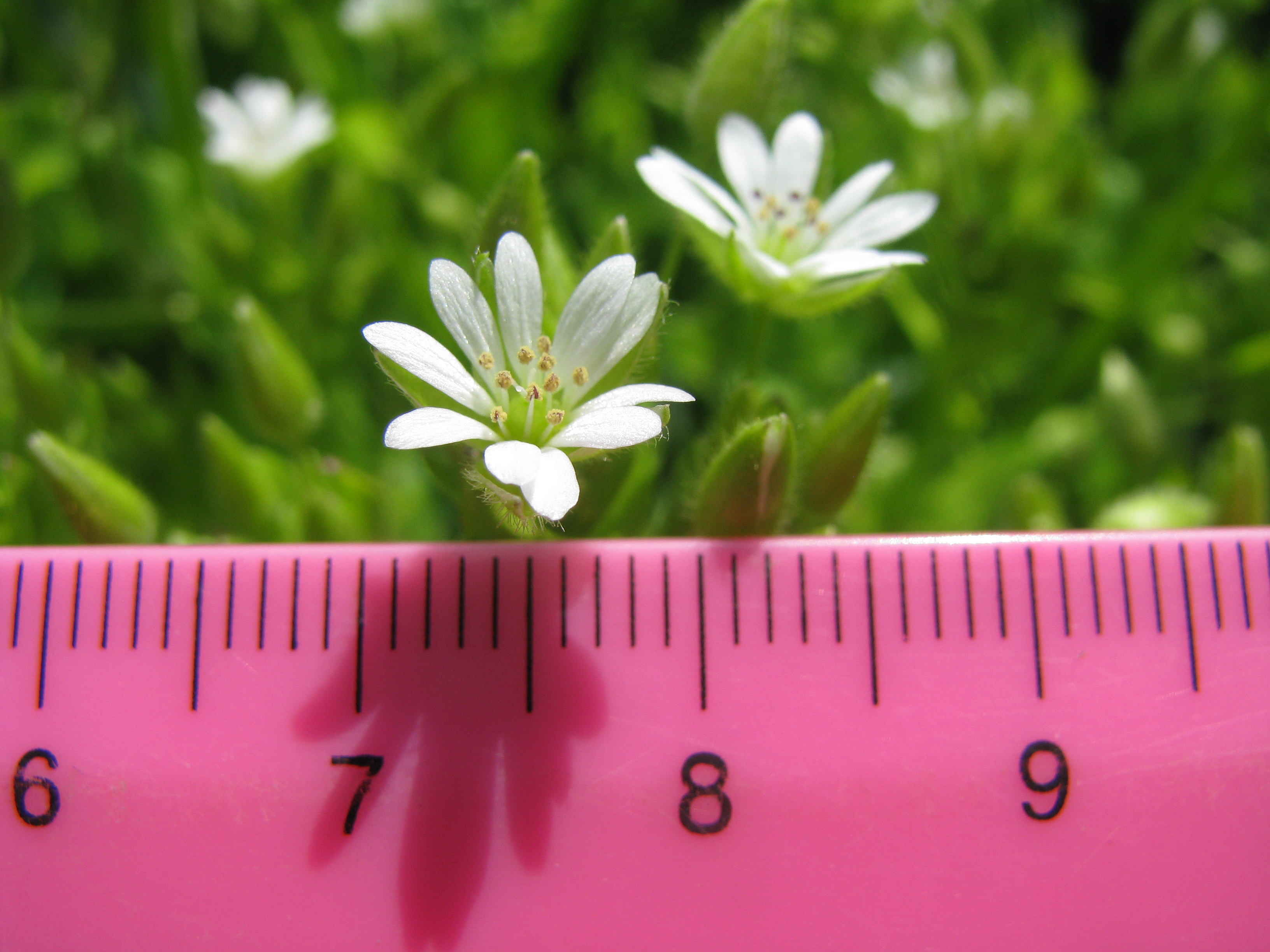
Зірочник середній
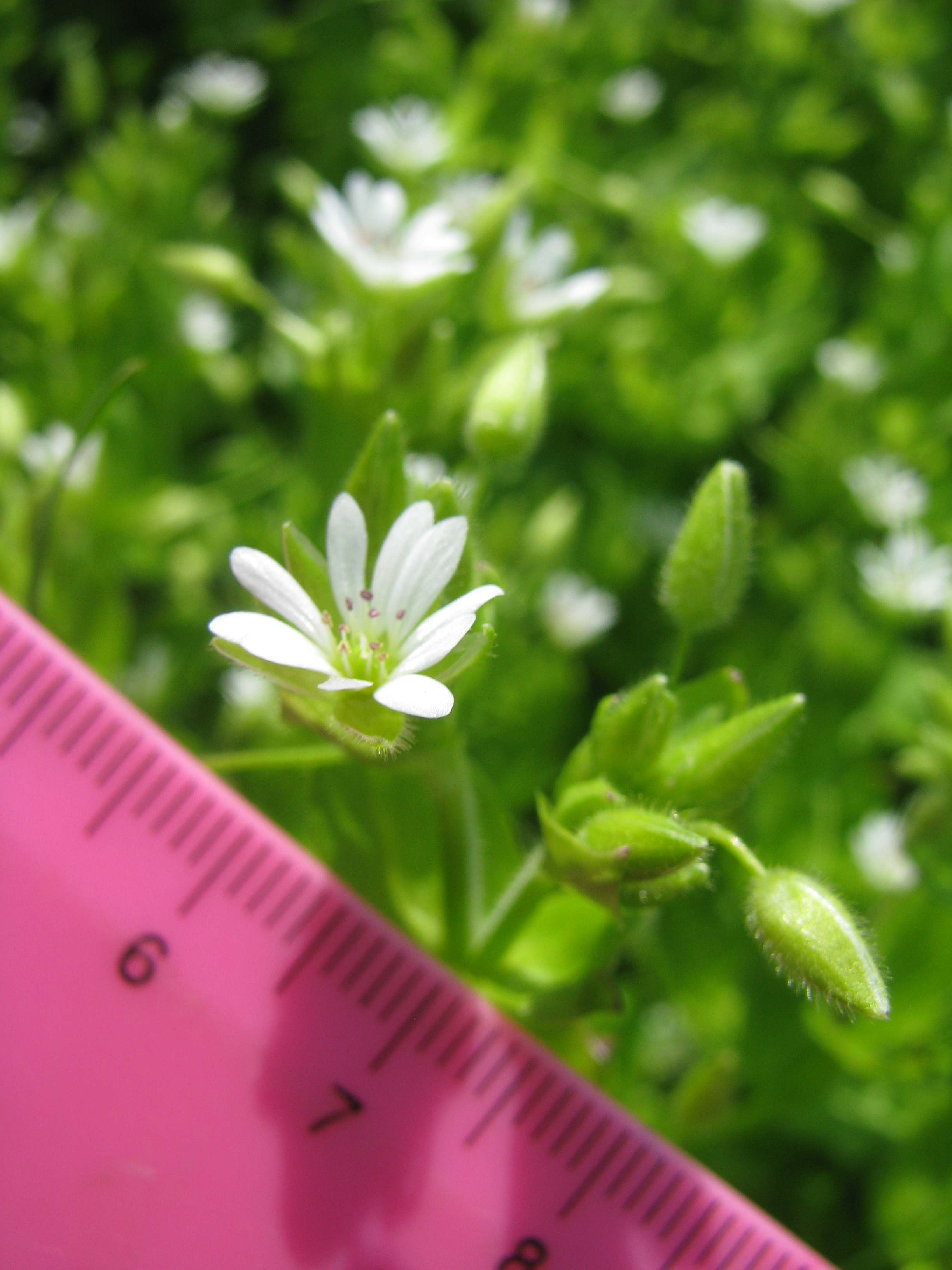
Квітка зірочника середнього
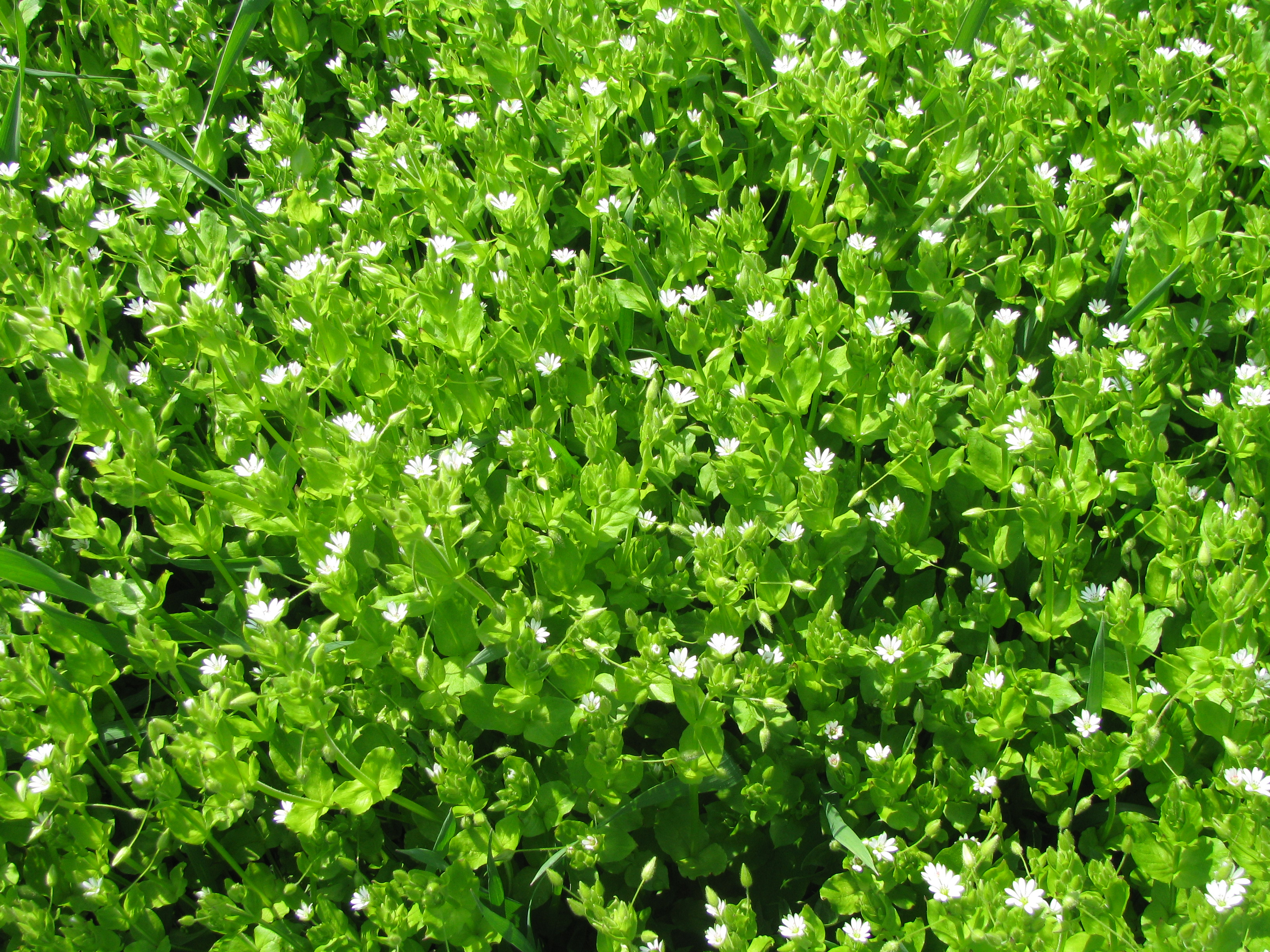
Суцільний травостій зірочника середнього у саду